# Subhuman
«Subhuman» es el segundo sencillo de la banda Garbage y el primero en entrar en las listas de éxitos del Reino Unido, único lugar en el que fue lanzado como tal. Este sencillo no pertenece a ningún álbum internacional, solamente fue incluido en la versión japonesa de Garbage. También figuró como cara B de «Vow».

## Composición de la canción
«Subhuman» fue escrita y grabada en Smart Studios en 1994 durante la composición del álbum debut.

## Lanzamiento del sencillo
El sencillo salió en agosto de 1995 y llegó al puesto #50. La edición en vinilo fue limitada a 3.000 copias en un sobre de goma negra. Cuando se terminaron, se hizo otra edición parecida, pero más económica, de 2.000 copias.
«Subhuman» fue inconseguible en Estados Unidos hasta que en 1998 se comenzaron a repartir samplers de Version 2.0 que contenían esta canción como bonus track.

## Lista de canciones
- UK 7" vinyl Mushroom S1138
- UK 7" vinyl Mushroom SX1138

1. «Subhuman» - 4:36
2. «#1 Crush» - 4:52

- UK CDS Mushroom D1138

1. «Subhuman» - 4:36
2. «#1 Crush» - 4:52
3. «Vow» - 4:30

## Presentaciones en vivo
Subhuman fue interpretada en vivo por primera vez una de las primeras presentaciones de la banda, el día 5 de noviembre de 1995. Luego fue interpretada en algunas ocasiones durante la gira "Garbage" en el verano de 1996. Subhuman no fue interpretada en la gira "Version 2.0", pero en la gira "Beautifulgarbage" fue interpretada algunas veces a cappella.

## Anécdotas
Uno de los efectos especiales usados en “Subhuman” era el sonido de un aire acondicionado roto, que Butch Vig ató con un alambre hacia el escritorio de la grabación y grabó.

## Posicionamiento
| Listas (1995)    | Posición |
| ---------------- | -------- |
| UK Singles Chart | 50       |